# 国際紛争の平和的解決

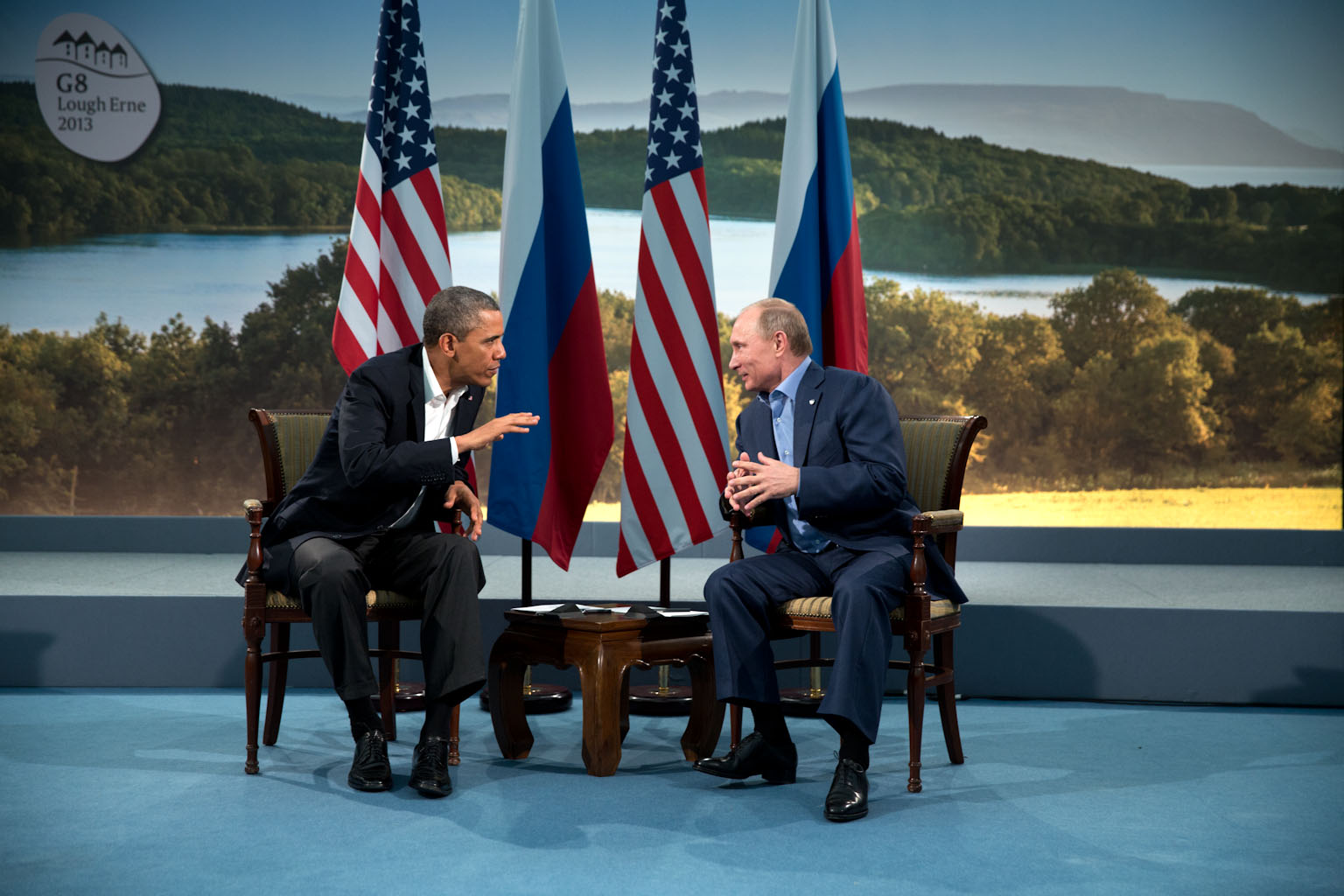
2013年にイギリスで開催されたG8サミットの際に会談したアメリカ大統領バラク・オバマ(左)と、ロシア大統領ウラジーミル・プーチン(右)。外交交渉は国際紛争の平和的解決手段としては最も基本的なものであるが、外交交渉という手段によって平和的解決が実現するかどうかは当事者の態度いかんである。

国際紛争の平和的解決（こくさいふんそうのへいわてきかいけつ）は、国際紛争を平和的に解決し、処理することである。国際紛争の平和的処理ともいう。平和的解決と対をなすのは兵力による解決を表す「強力的解決」または「強制的解決」であり、その最も重大な場合が戦争である。かつての国際法では平和的解決手続きと強力的解決手続きのどちらも認められ、平和的解決手続きに失敗すれば武力行使を伴う強力的解決手段も認められていた。しかし現代では国連憲章2条3項により国際紛争の平和的解決が義務として定められたほか、同2条4項で武力の行使、武力による威嚇が禁止され、ニカラグア事件国際司法裁判所判決では紛争の平和的解決義務が慣習国際法であることが確認された。ただしこのような国際紛争の平和的解決義務は、平和的手段を用いるべき義務であって、平和的手段を用いた結果として国際紛争を実際に解決することまで義務付けられているわけではない。平和的解決のための手段として具体的には、外交交渉、周旋、仲介、審査、調停のような非裁判手続きのほか、第三者機関が紛争当事国に紛争解決を義務付ける裁判的手続がある。これらの手続きのうちいずれを選定するかは、原則的に紛争当事国の自由であるが、国際紛争の平和的解決に国際組織が介入することもある。

## 平和的解決の義務化
かつては国際紛争の解決手段として、外交交渉などの平和的手続(#紛争解決手続き)と武力行使を伴う強力的解決手続きの双方が認められた。1899年に採択された国際紛争平和的処理条約1条では、武力行使を予防して国際紛争の平和的解決の確保に全力を尽くすことが約束されたが、国際紛争の平和的解決義務や武力行使の禁止が定められることはなかった。国際連盟規約においては強力的手段による紛争解決は制限されたが(12条1項)、平和的解決に失敗した場合には最後の手段として戦争に訴えることも認められていた(15条7項)。
しかし1945年の国連憲章では、2条3項で紛争を平和的手段により解決すべき一般的義務が定められたほか、2条4項では武力行使禁止原則が定められている。2条3項、2条4項は以下の通り。
2条3項に定められた紛争の平和的解決義務は、2条4項の武力行使禁止と密接に関連しており、武力の行使や武力による威嚇に至らない手段によって紛争の解決を図ることにより相互に補完し合う関係にある。
1970年の友好関係原則宣言では紛争当事国が紛争の平和的解決を目指すべきとされ、1982年のマニラ宣言も国際紛争は「もっぱら平和的手段によって解決」すべきとした。1986年のニカラグア事件国際司法裁判所判決では、国際紛争の平和的解決義務が武力行使禁止の原則を補完する慣習国際法としても認められることとなった。
このような国際紛争の平和的解決義務は、平和的手段を用いるべき義務であって、平和的手段を用いた結果として実際に国際紛争の解決に至る義務まで紛争当事国に課せられているわけではない。友好関係原則宣言は「速やか」な解決を紛争当事国に求め、ひとつの平和的解決手段によって解決しない場合であっても「引き続き」解決のため努力し続けることを要請している。また、マニラ宣言は「早期」の解決を求めている。このように解決を求める方向性が示されてきたと言えるが、それは解決に至るための努力を求めるにとどまるものである。

## 国際紛争とは
国際判例は、紛争という概念を「二主体間の法律上または事実上の論点に関する不一致、法律的見解または利益の矛盾、対立」(1924年のマヴロマティス・パレスタイン特許事件常設国際司法裁判所判決)と定義し、国際紛争が存在するか否かは裁判所により客観的に判断されるべき問題としている(1950年の平和条約解釈ICJ勧告的意見)。このような国際判例における紛争概念の定義は1988年の国連本部協定ICJ勧告的意見や1995年の東ティモール事件ICJ判決でも踏襲されている。

### 政治的紛争と法律的紛争の分類
国際紛争をその性質により法律的紛争と政治的紛争とに2つ二分類することが学説上行われてきた。この分類において、国際法の解釈・適用を通じて紛争の処理をはかる裁判によって解決可能な紛争が法律的紛争とされ、国際法の解釈・適用によっては解決不能な紛争が政治的紛争または非法律的紛争とされる。しかしこのような学説上の分類論に対しては、国家間の紛争はすべてこれら両面の性質を持つため区別することができず、区別の基準は主観的なものにならざるを得ないとする批判もある。

## 紛争解決手続き
紛争解決の具体的な手続きとしては、外交交渉、周旋、仲介といった、必ずしも国際法を基準としない紛争当事国間の合意による手続きもあれば、裁判的手続きのように国際法を基準とした法的拘束力のある判決によって紛争解決を図る手続きもある。

### 手続き選定の自由
様々な紛争解決手続きのうち、いずれの手続きを選定するかは原則的に紛争当事国の自由である。以下に引用する国連憲章33条1項はこうした手続き選定の自由を表すものである。
ただし自由に選定できると言えども、個々の条約によって特定の紛争解決手続きを義務化することまで妨げられるわけではない。

### 非裁判的手続

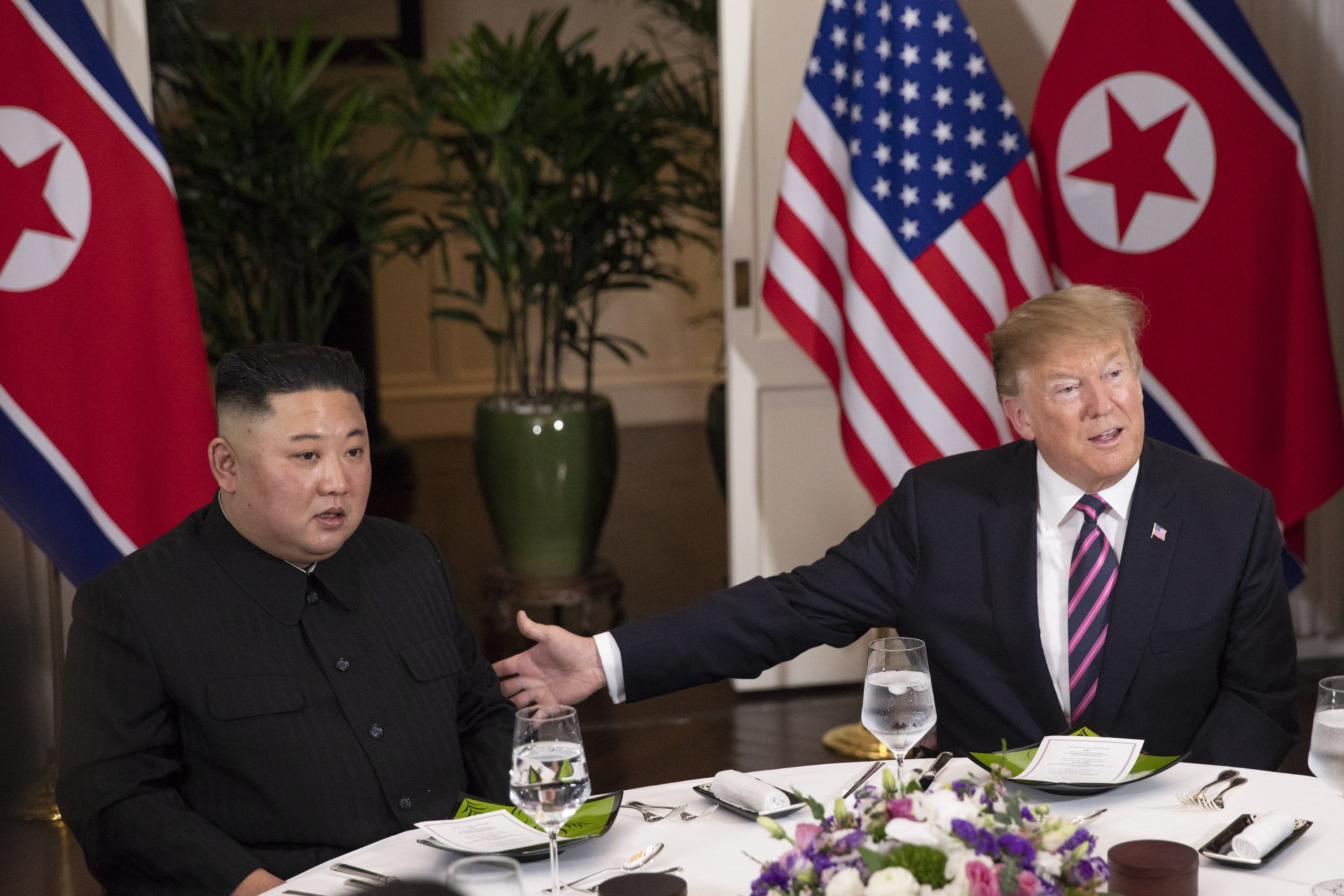
2019年2月米朝首脳会談における北朝鮮労働党総書記金正恩(左)とアメリカ大統領ドナルド・トランプ(右)。北朝鮮の核兵器問題に関する外交交渉が行われた。

非裁判的手続は、紛争の解決を紛争当事国自体に委ねる方式である。裁判的手続きと区別され、裁判的手続に付託するにあたっての前提条件とされたこともあったが、例えば外交交渉についても紛争解決は裁判的手続の場合と同様に適用可能な法規と請求原因を確定して行われるのであり、非裁判的手続と裁判的手続の区別は曖昧なものとなっている。

#### 外交交渉
外交交渉は国際紛争の当事者同士による話し合いであり、国際紛争の平和的解決手段の形態としては最も基本的なものである。国際紛争の大部分は外交交渉によって解決されてきたといってもよい。単に交渉と言われることもある。外交交渉は二国間で行われる場合もあれば多国間で行われる場合もあるが、後述する非裁判的手続の周旋、仲介、審査、調停とは、第三国が関与しないという点で異なっており、通常は第三国が関与する非裁判的手続に先立って外交交渉が行われる。裁判的手続に付託するためには外交交渉が尽くされていることが要件とする条約も多いが、そのような条約の規定がない場合には外交交渉が進行中であることが裁判的手続に付託することを妨げるものではない。北海大陸棚事件ICJ判決や漁業管轄権事件ICJ判決では、「誠実に交渉する義務」があることが示されている。こうしたICJの判決は、交渉の際に考慮すべき要因を提示したうえで外交交渉を通じた紛争解決を義務付けるものと言える。他の解決手続きと比べて外交交渉は当事者の自由な判断により国際紛争を一挙に解決できるという利点がある。しかし一方で、外交交渉は当事国の実力関係や交渉力が反映され、実力が均衡している国同士では交渉が決裂したり、弱小国に不利な解決が強制されたりといった欠点もある。なによりも外交交渉によって国際紛争の平和的解決が実現するか否かは、紛争当事者の態度いかんによるものと言える。

#### 周旋と仲介

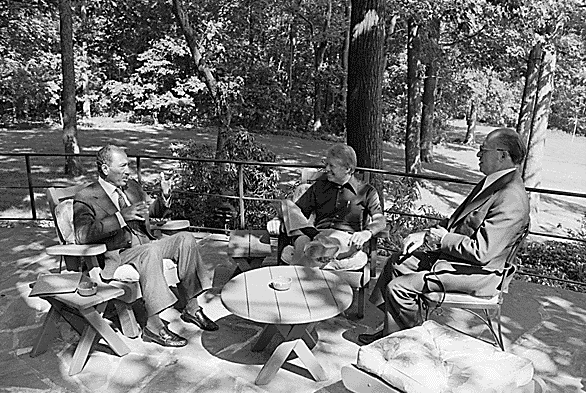
エジプト大統領のアンワル・アッ＝サーダート(左)、アメリカ大統領のジミー・カーター(中央)、イスラエル首相のメナヘム・ベギン(右)。1978年にカーターの仲介により、イスラエルとエジプトはキャンプ・デービッド合意と平和条約締結に至った。

周旋とは、第三国が連絡手段や場所を提供するなどして当事国に交渉(#外交交渉参照)のテーブルに着かせる方式をいう。斡旋ともいわれる。周旋においては第三国の介入は極めて控えめであり、交渉の内容には直接関与しない。周旋は紛争当事国間に公式関係がない場合に効果を発揮するといわれる。
これに対して仲介は、第三国が交渉の便宜を図るだけでなく、交渉の基礎を提供したり第三国の立場を表明するなどして、交渉内容に直接的に介入する方式のことをいう。居中（きょちゅう）調停ともいう。紛争当事国は第三国の意見に拘束されるわけではないが、紛争当事国の立場からは見逃しがちな解決方法を紛争当事国に喚起するという長所がある。
周旋と仲介はどちらにおいても、第三国は紛争当事国を尊重して交渉内容を拘束するものではないという類似性があり、両者はしばしば区別せずに用いられるものである。

#### 審査
審査は、非政治的・中立な審査委員会が国際紛争に関する事実関係を調査、報告する手続きである。国際審査とも言われる。委員会は紛争当事国の合意によって設立される。もともと審査の役割は事実関係の調査であり法的判断は含まれないことが原則とされている。1899年の国際紛争平和的処理条約においてはじめて審査が制度化された。1904年のドッガー・バンク事件で審査が大きな役割を果たしたことから審査の有用性が認識されるようになり、1907年の国際紛争平和的処理条約改正において審査に関する詳細な規定(9条から36条)が置かれることとなった。紛争が事実関係に関する見解の相違によるものであるとき、公平な第三者機関によって紛争解決が容易になるという長所がある。

#### 調停
調停は、非政治的・中立な調停委員会が紛争について事実関係だけでなく法的問題まで含めた全体的検討を行い、当事者に解決案を勧告する制度である。国際調停ともいう。前述の審査と仲介が結合したような制度である。委員会は個別の条約によって設立されるが、委員会が示す調停案は勧告にとどまるものであり、法的拘束力はない。調停案提示に至るまでの政治的側面と法的側面のどちらを重視するのかに応じて、仲介に近い性質の場合もあれば裁判的手続に近い場合もある。調停においても国際法を全く検討しないわけではないが、必ずしも国際法のみを基準とせず、より広い視点から当事者の利害関係を調整することにより、当事者双方にとって受け入れる可能な案を提示し紛争の解決を図るものである。

#### 国際組織の介入

##### 国際連盟
国際連盟は国際紛争の平和的解決に介入する国際組織の最初の例であった。連盟理事会が非裁判的手続に介入することを広く認めていたのである。たとえば一定の事態について(連盟規約11条2項)、連盟加盟国からの注意喚起を受けて連盟理事会は周旋、仲介、審査、調停といった非裁判手続きをとることができたほか、国交断絶に至るおそれのある紛争について紛争当事国が裁判的手続に付託しなかった場合には、一方の紛争当事国からの付託によって連盟理事会が強制的に介入して審査、調停、仲介といった権限を行使することが認められていた。

##### 国際連合

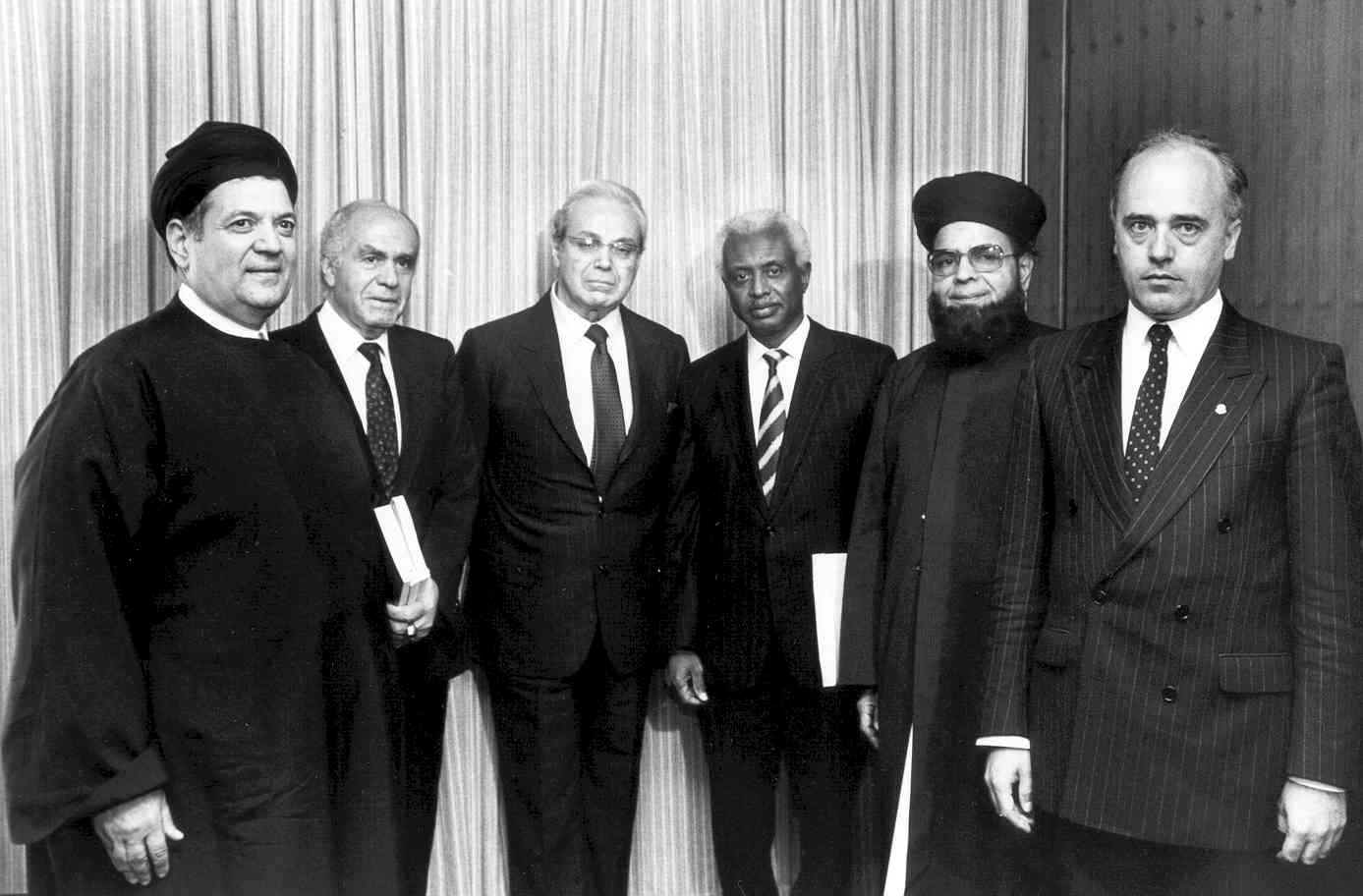
イラン・イラク戦争終結のため集まった国際平和代表団と面会する国連事務総長(当時)のデ・クエヤル(左から3番目)。このときデ・クエヤルは停戦実現、和平交渉のため周旋・仲介などを行った。

国連の政治的機関による紛争解決も基本的には上記の国際連盟による紛争解決と同様であるが、国連ではさらに精緻なものになったということができる。国際連盟規約では紛争の平和的解決に失敗した場合の最後の手段として各国が戦争に訴える権利を認めていたが、国連憲章では武力行使禁止原則(2条4項)と紛争の平和的解決義務(2条3項)が定められることとなった(#平和的解決の義務化参照)。

###### 安全保障理事会
国連憲章24条1項によれば、安保理は「国際の平和及び安全の維持に関する主要な責任」を負うとされ、紛争の平和的解決と事態の調整に関して第一次的な権限を有する。国連加盟国は、「国際の平和及び安全の維持を危うくする虞のある」紛争の当事国となった場合で、自主的に選定する紛争解決手続によって紛争を解決できない場合には、安保理に紛争を付託しなければならない（国連憲章33条1項、同37条1項）。

###### 総会
「国際の平和及び安全の維持」については上記のように安保理が第一次的な責任を有するが、総会には討議対象事項の点ではより広い一般的な権限が認められている。しかし総会の権原は安保理との関係において制約を受ける。国連憲章11条2項によれば、「国際の平和及び安全の維持」に関わる問題で「行動を必要とするもの」については、総会における討議の前または後に、安保理に付託しなければならないと定められている。ただし、 国際司法裁判所が国連経費事件においてこの「行動」とは国連憲章7章にもとづく強制行動を意味するものと狭く解釈する判断を示すなど、実際には総会が活動する余地は広く認められていると考えられている。

###### 事務総長
国連事務総長も国際紛争の平和的解決に関して一定の権能が認められている。事務総長は、国連憲章99条にもとづき平和と安全を脅かすと認める問題についていつでも安保理の注意を促すことができるほか、国連憲章98条にもとづき総会、安保理から付託されるその他の任務を遂行する権能が認められている。例えば事務総長のハビエル・ペレス・デ・クエヤルは、紛争当事国のフランス政府とニュージーランド政府の合意にもとづき、1986年7月6日にレインボー・ウォーリア号事件の裁定を下している。このような事務総長による裁定が類型的な紛争解決手続きの内、仲介(#周旋と仲介参照)に該当するのか、仲裁裁判(#仲裁裁判参照)に該当するのか、それとも従来の類型のいずれにも属さない紛争解決手続きとみるべきか、国際法学者たちの間でも見解が分かれている。

##### 地域的機関・地域的取極
国連憲章第8章において、地域的機関とは加盟国の地理的近接性に基づき安全保障上共通の利害を有する機関のことをいい、地域的取極とは地理的に近接した国家間の条約のことをいう。国連は国際の平和と安全にかかわる地域的問題を処理するための機構として、国連の目的と原則に一致することを条件として、このような地域的機関または地域的取極（以下「地域的機関等」）の設立を認めている（国連憲章52条1項）。地域的紛争の紛争当事国は安保理に紛争を付託する前に地域的機関等で紛争を解決するよう求められている（国連憲章52条2項）。例えば米州機構、アラブ連合、アフリカ統一機構がこうした地域的機関に当たる。

### 裁判的手続

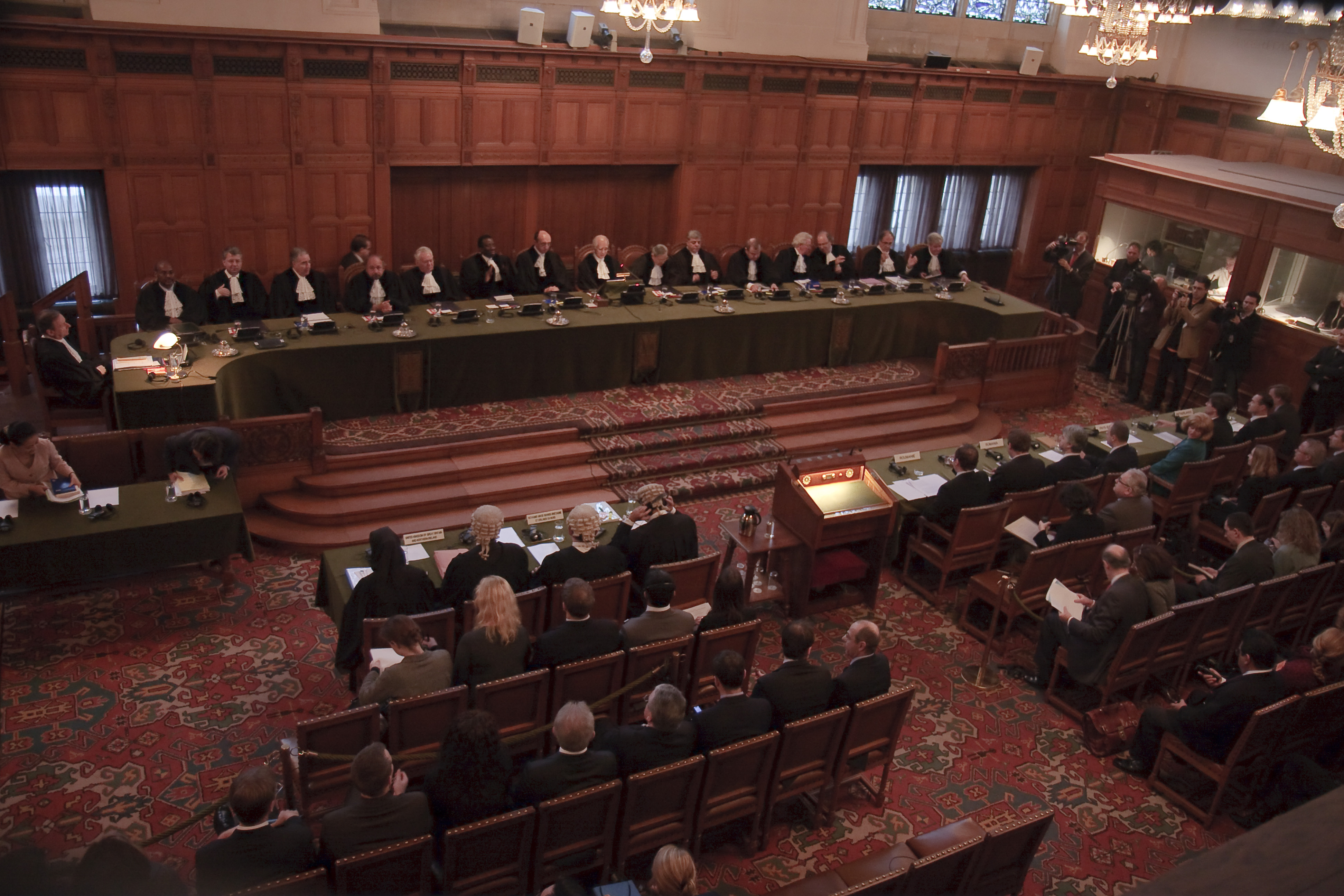
2009年12月10日に行われたコソボに関する一方的独立宣言の国際法適合性国際司法裁判所勧告的意見の口頭弁論の様子。「コソボ暫定自治諸制度による一方的独立宣言は、国際法に適合するか」について審議された。

裁判的手続は非裁判的手続と違い、第三者機関によって紛争当事国に対し強制される紛争解決手続きである。裁判的手続には大きく分けて司法裁判によるものと仲裁裁判によるものとがある。

#### 仲裁裁判
仲裁裁判は、紛争が発生するごとに紛争当事国自らが選任する裁判官によって構成される裁判所によって行われる裁判手続きであり、裁判所は常設性を持たない。仲裁裁判は裁判所の構成や裁判基準について紛争当事国に決定できる余地が広く、国際司法裁判所のような司法裁判と比べてより柔軟性があることに特徴がある。しかし今日の国際仲裁裁判では、紛争当事国出身の裁判官を排除したり、より厳格な法的決定を行うなど、司法裁判に近接する傾向があるといわれる。こうした点については柔軟性に特徴がある仲裁裁判のあり方として問題視する見解もある。

#### 司法裁判
国際社会において紛争当事国の意思からは独立した司法裁判所が初めて登場したのは、1907年に設立された中米司法裁判所であったが、これはわずか10件の事件を扱ったのみで1918年に廃止されることとなった。その後1921年に国際連盟規約14条にもとづいて設立された常設国際司法裁判所(PCIJ)が、国際社会に設立された初めての本格的な司法裁判所と評価されている。1945年の国連創設とともに設立された現在の国際司法裁判所(ICJ)は、PCIJを承継するものであり、PCIJにわずかな変更を加えて国連の機関として設立されたものである。ICJの判決には法的拘束力があり(国連憲章94条1項)、一方の当事国がICJの判決に従わない場合には他方の当事国は国連安保理に提訴でき、安保理は判決の履行のための勧告をするか安保理自らが必要な措置をとることができると定められている(国連憲章94条2項)。しかし安保理の決定には常任理事国の拒否権が作用するため、常任理事国が判決に従わない場合には国連憲章7章に基づく安保理の強制措置が発動する可能性は極めて低い。実際にはICJの判決は自発的に履行される場合がほとんどであり、そのような判決の履行拒否は例外的であるが、例えば1986年のニカラグア事件ICJ判決の履行を拒否したアメリカの態度はそうした例外的事例に当たる。ニカラグア事件においては、ICJは裁判所としての任務である紛争解決機能を果たすことができなかったとする批判がある。しかし一方で、ニカラグア事件でICJは武力行使に関する法宣言機能を果たしたことや、もう一方の紛争当事国であったニカラグアにとってはICJがアメリカの国際法違反を認定したことに意味があったことを理由に、肯定的にとらえる見解もある。